# السلطة القضائية السودانية
السلطة القضائية السودانية هي السلطة السودانية المسؤولة عن القضاء والمحاكم في الدولة ومسؤولة عن تحقيق العدالة. وعن الفصل في المنازعات المعروضة أمامها.
طوال الحــقب التاريخية التي تعاقبت عليها الأنظمة الحكومية المختلفة، وكل الدساتير السودانية السابقة أكسبت القضاء استقلالاً كاملاً. وقد أسهم القضاء السوداني في نقل تجربته إلى عدد مقدر من الدول الصديقة. يقع مبنى السلطة عند شارع الجامعة شمال مبنى المحكمة العليا.

## تاريخ القضاء السوداني
يعود تاريخ القضاء في السودان الي أكثر من خمسمائة عام وتطورت علي النحو التالي:-

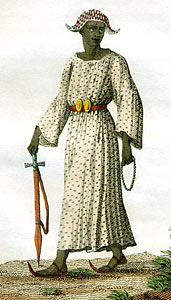
أحد ملوك سنار، 1821

### النظام القضائي في عهد مملكة سنار (السلطنة الزرقاء 1504م-1830م)
- 
تاريخ القضاء في السودان يرجع إلى زمن ظهور العنصر العربي الإسلامي في عهد مملكة الفونج سنة 910هـ. فقد كان لرجال الإدارة والسياسة في ذلك العصر الفصل في الامور السياسية- العمل على حفظ النظام العام- صيانة الملك- جباية الأموال.أما النزاعات المدنية والخصومات المتعلقة بالاحوال الشخصية الخاضعة للناموس الديني فهذه قد وكل الفصل فيها إلى القضاة المتعلمين وأعطى لهم الاستقلال القضائي بقدر ما تسمح به ظروف السياسة في ذلك العصر وكان القرن العاشر الهجري: في كل الانحاء الإسلامية له نظامه الخاص في القضاء على هذا النظام الذي يوجب الحكم في جميع المنازعات بالقانون السماوي- القرآن.لم يكن القضاء موزعاً إلى مدني وجنائي وأحوال شخصية كما هو الحال لهذا العهد وانما هو قاضي واحد للفصل في كل القضايا المدنية والشخصية والجنائية هكذا كان القضاء بمصر والشام والحجاز وبالسودان أيضاً.والقاضي لهذا السبب يجب أن تتوفر فيه الكفاية التامة والإحاطة على قدر الإمكان بالشريعة الإسلامية.سلطة القضاء في دولة الفونج: لم تكن سلطة القضاء منفصلة عن الإدارة بهذه الحواجز المتينة واللوائح الصريحة- ولكنها على كل حال بفضل نظام الشريعة الإسلامية المقدس كانت هذه السلطة منفصلة إلى حد ما عن الإدارة لما رسخ في اذهان الملوك حينئذ من تعظيم العلم وما اعتقده العامة من وجوب اتباع أحكام القضاء.فلم يكن أحد يخالف أحكام القضاء لأن مخالفته لهذه الاحكام فيما يختص (بالأحوال الشخصية) مثلاً يعتبر عند العامة فسوقاً وخروجاً عن العوائد المحمودة. (فاذا حكم القاضي بطلاق امرأة وكان زوجها يرى بطلان هذا الحكم- حسب اعتقاده فان الحالة المعنوية الدينية العميقة في النفوس تقوم مقام السلطة التنفيذية لهذا الحكيم فلن يجرو هذا الزوج على الاقتراب من هذه المرأة إلا إذا استصدر حكماً آخر من عالم آخر يعتبره الناس أعلى كعباً في العلم والتقوى من القاضي الأول.ونجد لذة وطرافة في قراءة هذه القضايا التي يحكيها (ود ضيف الله في الطبقات) وكيف كان اهتمام الجمهور باتباع سير النزاع والخصومة في مراحل القضايا المختلفة. وليس للقضاء في ذلك العصر نظام يحدد سلطة خاصة للمحاكم الابتدائية ومحاكم الاستئناف، انما هي فوضى من هذه الناحية.فاذا صدر حكم على شخص من ذوي الوجاهة والسلطان عرض قضيته مرة أخرى على أي قاضي يختاره لمراجعة الحكم الأول فتحصل مكاتبات بين العلماء ومناظرات حتى يصلوا اخيراً للحقيقة. ويكون الفصل في النهاية على ما استقر عليه الرأي العلمي المكون من هذه المخاطبات وربما كتبوا احياناً بالقضية إلى علماء مصر فلما جاء الفتح المصري 1820م حضر مع الجيش ثلاثة من نخبة علماء مصر وهم القاضي محمد الأسيوطي الحنفي والسيد أحمد البقلي الشافعي والشيخ أحمد السلاوي المغربي المالكي.فأما الأسيوطي فقد مات رحمه الله بعد الفتح بقليل بودمدني وأما البقلي فان الحكومة قد استغنت عنه وأرجعته إلى مصر لعدم وجود شافعية بالسودان، وأما السلاوي فقد رجع إلى مصر صحبة الدفتردار ولكن يظهر أنه رجع ليستعد للعودة والبقاء أبدياً بالسودان لانه قد وجدها بلاداً بكراً وفيها مجال لشهرته ومركز ثابت يتناسب مع مكانته العلمية فرجع مرة أخرى للسودان صحبة خورشيد باشا 1826م وهو يحمل لقب قاضي عام السودان. وهذه الخطوة الأولى لتثبيت دعائم القضاء على النظم الصحيحة فقد وجد هذا القاضي من علماء السودان الذين كانوا بمملكة الفونج من أسند إليهم القضاء ولكن تحت اشرافه ومراقبته..

### النظام القضائي في عهد التركية 1831-1885م

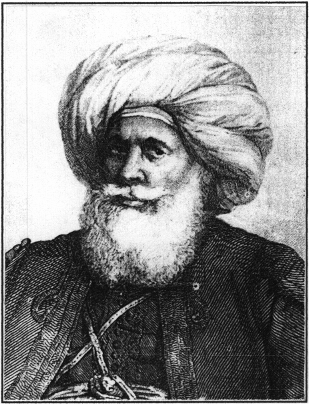
محمد علي باشا

غزا محمد علي باشا السودان وأسقط نظام مملكة سنار ونقلت العاصمة من سنار إلي مدني وصارت المحكمة العليا للسودان بمدني وظل تطبيق الشرع الإسلامي الحنيف ساريا.في بداية هذا العهد اتت المحاكم الشرعية المختصة بنظر لكافة الأقضية سواء اكانت اقضية جنائية أو معاملات مالية واسرية، وشيئاً فشيئا بدات تتقلص سلطات واختصاصات المحاكم الشرعية الي ان انحصرت في الأحوال الشخصية، اما الأقضية الجنائية فقد جعلت من اختصاص مديري المديريات.شهد تحول مذهب القضاء من المذهب المالكي الي المذهب الحنفي برغم أن سواد أهل السودان يعتنقون المذهب المالكي.وأيضاً أنشئت محكمة عليا -مقرها الخرطوم وسميت (مجلس استناف السودان) برئاسة قاضي عموم السودان، لقد دخل منصب قاضي القضاة للسودان أواسط الحكم التركي المصري للأشراف علي العمل القضائي وتنظيمه.

### النظام القضائي في فترة المهدية (1885-1898م)

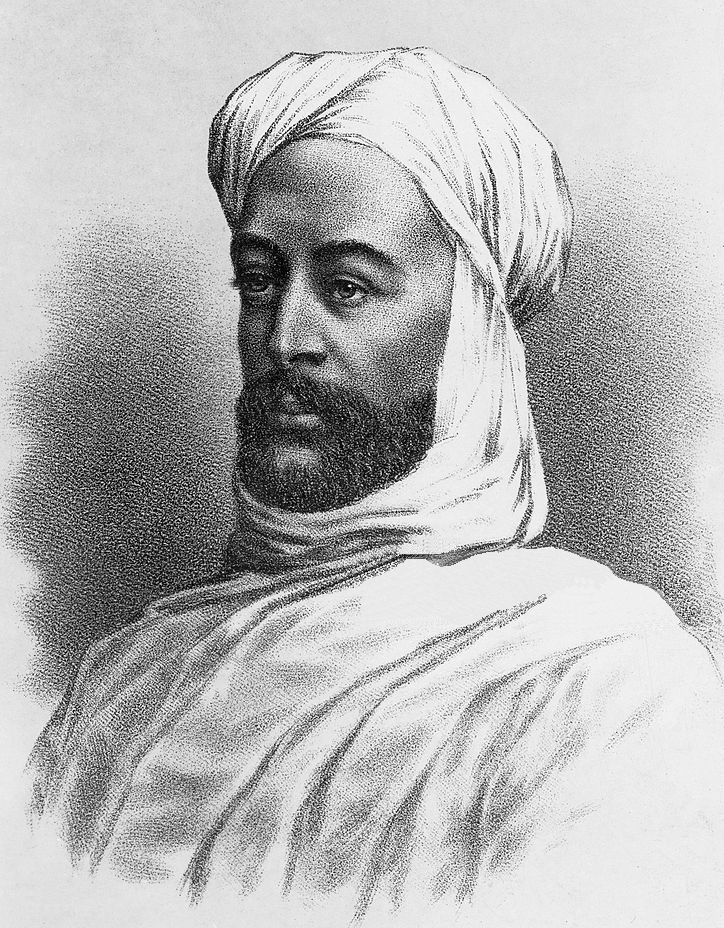
محمد أحمد المهدي

استطاعت ثورة الإمام محمد أحمد المهدي رحمه الله أن تقضي علي الحكومة التركية في السودان وعاد السودان للسودانيين ونقلت العاصمة إلي أم درمان فصارت هي عاصمة السودان وبها محكمة قاضي الإسلام وهي محكمة عليا وفي تلك الفترة عرف نظام قاضي عموم السودان إي (رئيس القضاء) حاليا وعرف نظام تعيين القضاة ونظام التفتيش القضائي والعزل والاهتمام برواتب القضاة وعرف نظام المحاكم المتخصصة كمحكمة السوق (محكمة الأسعار) والنظام العام وعرف القضاء الدستوري وظلت الشريعة الإسلامية مطبقة في أرجاء دولة المهدي وكانت منشورات المهدي بمثابة القوانين.

### النظام القضائي في عهد الاستعمار البريطاني (1899-1956م)

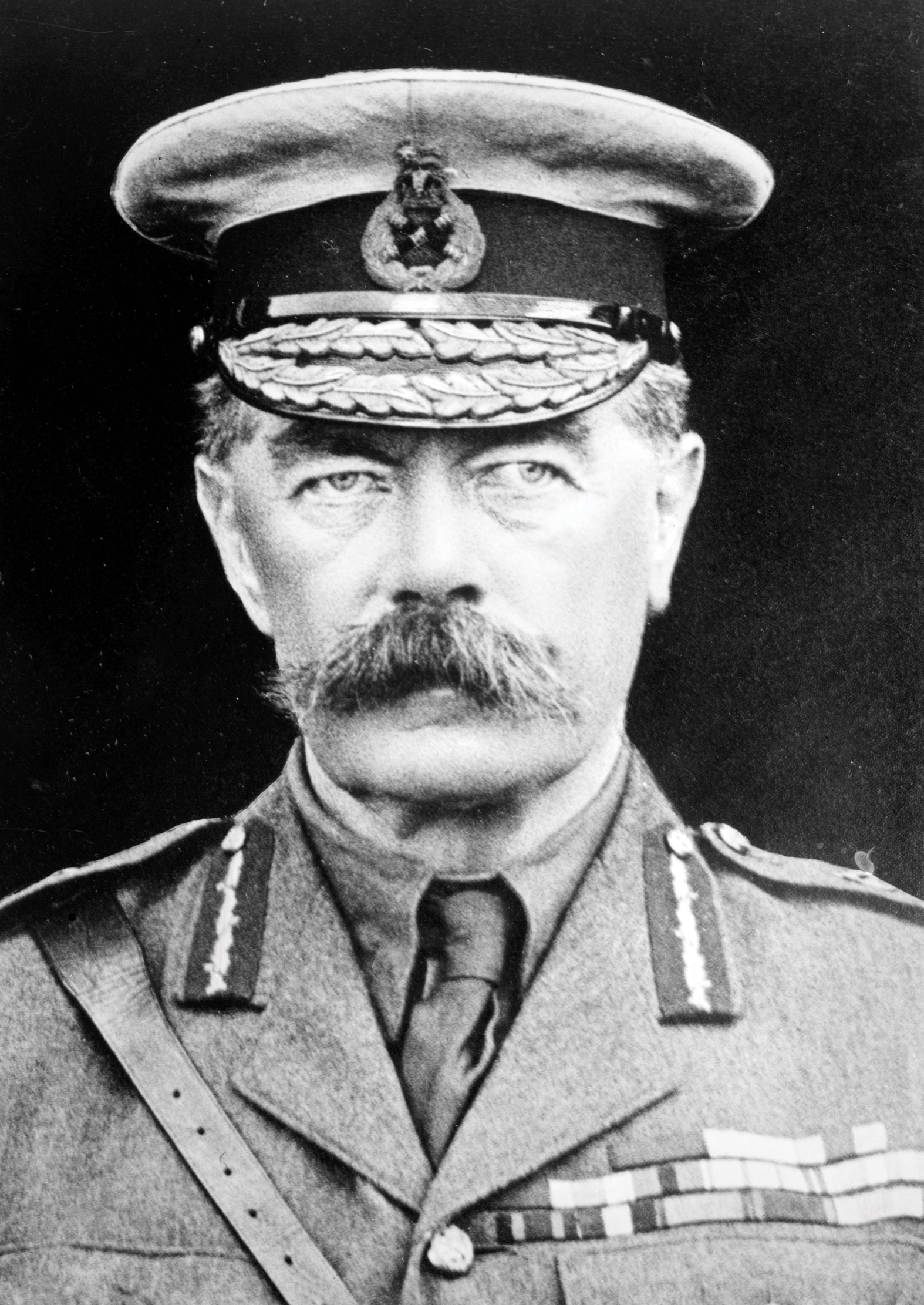
Lord Kitchener AWM A03547

واجه المستعمر نظاما قضائي راسخا ولم يقو علي فرض قوانينه أو إلغاء النظام القانوني والقضائي السائد إلا إن المستعمر طبق قانون القضاء المدني مقتبسا ذلك من قانون المستعمرات البريطانية كالهند وكان ذلك عام 1900م وكذلك في المجال الجنائي استجلب قانون العقوبات الهندي وأول قانون في السودان كان قانون العقوبات لسنة 1899م ومن ميزات هذه الفترة استجلاب قانون تسجيلات الأراضي وتبعيته للقضائية وهو من أفضل أنواع أنظمة التسجيلات في العالم وعمل الاستعمار للفصل بين القضاء الشرعي والقضاءالمدني ويشمل المدني والجنائي وترك مسائل الأحوال الشخصية للمسلمين لقوانين وأحكام الشريعة الإسلامية. وأسند الإشراف فيه لحلفائهم المصريين وكان منصب رئيس القضاء حكراً علي الإنجليز حتى عام 1956م. وكانت القضائية في ذلك الوقت جزء من السلطة التنفيذية ولم ينص علي استقلال القضاء إلا بعد بزوغ فجر الاستقلال1956م وإقرار الدستور الانتقالي الذي نص علي استقلال القضاء وفصله عن السلطة التنفيذية (الحكومة) والسلطة التشريعية.

### النظام القضائي بعد الاستقلال (1956- م)

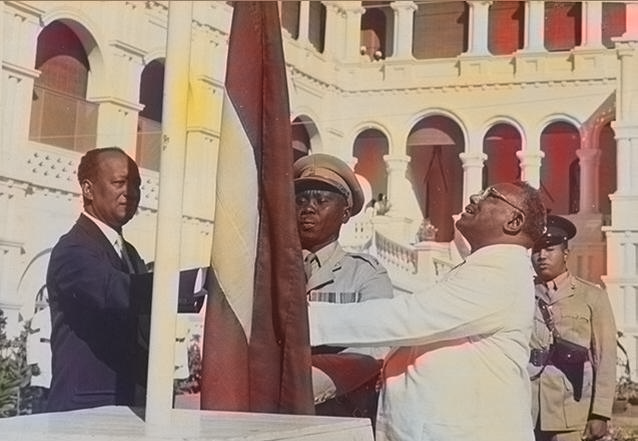
Sudan independence

صدر قانون الحكم الذاتي ولأول مرة كفل للقضاء استقلاله ومنع السلطتين التنفيذية والتشريعية التدخل في أعماله ومحاولة التأثير عليه وصارت الهيئة القضائية حارسة دستور 1956 المؤقت ولها حق تفسيره واستمر العمل هكذا حتى عام 1958م والذي عطل الدستور وأصدر قانون المجلس المركزي ثم جاءت ثورة أكتوبر 1964م فأعادت العمل بالدستور المؤقت ولكن وفي عام 1966 فصل القضاء الشرعي عن المدني وأنشأت محكمة استئناف مدنية عليا وشرعية عليا وفي عام 1972 تم دمج القضاء ثم فصلا عام 1976م ثم عاد الدمج الأخير وتوحيد القسمين في عام 1983م. ومن أهم ميزات تلك المرحلة وما يليها وأحداثها والتطور القضائي والقانوني فيها إعلان إعادة تطبيق الشريعة الإسلامية في البلاد في أغسطس 1983م وكذلك أهم التطورات القضائية صدور قانون الهيئة القضائية لسنة 1983-1405هـ الذي نص علي أن ولاية القضاء في السودان لجهة قضائية واحدة تسمي الهيئة القضائية تكون مسئولة مباشرة لدي رئيس الجمهورية عن أداء أعمالها.كما أشتمل القانون علي تكوين المحكمة العليا والأجهزة القضائية بحيث ينشأ جهاز قضائي في كل إقليم وبذلك تقاصر الظل القضائي للمتقاضين ويسر عليهم المقاضاة واستيفاء الحقوق.ثم قامت دوائر المحكمة العليا في الإقليم مما درأ عن المواطنين مشقة وعنت الترحال والأسفار للوصول للخرطوم مقر المحكمة العليا وزادت الأجهزة القضائية وفق تمدد الحكم الاتحادي حتى صارت الآن ثمانية وعشرين جهازا قضائيا بالسودان منها ثلاثة أجهزة قضائية بولاية الخرطوم وأصبح كل جهاز قضائي يتكون من محكمة استئناف ومحاكم ابتدائية محاكم عامه محاكم جزئية محاكم ومتخصصة.ثم قامت دوائر المحكمة العليا في مدني وبورتسودان والأبيض التي تمثل ولايات كردفان ودارفور معاً.

## منصب رئيس القضاء ومنصب قاضي القضاة تاريخ القضاء السوداني

### رؤساء القضاء في عهد حكم الإنجليز
رؤساء القضاء في الفترة من 1900م–2016م تولي هذا المنصب الإنجليز في اتفاقية الحكم الثنائي م1899

#### دجار بونهام كارتر (1899-1917م)
أول سكرتير قضائي في فترة الحكم الثنائي وفي عهده تم تقنين قوانين السودان العقوبات 1899م. وإجراءات وقانون القضاء المدني 1900م. وقانون المحاكم الشرعية 1902م. وكانت له الإسهامات التأسيسية للنظام القانوني والقضائي في البلاد وأبرز إنجازات علي المستوي القضائي.هو تشييد وافتتاح دار القضاء وهي مباني رئاسة القضاء حالياً وافتتاحها قد تم في عام1908م. أحيل للمعاش في 11/9/1917م. وتوفي في أبريل 1956م. بعد استقلال السودان.

#### ويسي ستيري 1917- 1926
أول رئيس قضاء: ولد في اسكتلندا في 26/7/1866م واختير للعمل قاضياً في السودان عام 1901م وأصبح أول رئيس لمحكمة الصندوق القضائي في السودان سنة 1907م ومقرها الخرطوم وهي نواة محكمة الاستئناف–ونواة للمحكمة العليا الاتحادية وهو أول رئيس قضاء في ذلك العهد وفيما بعد تقلد منصب السكرتير القضائي خلفاً للسير كارتر وبقي في منصبه إلى 1926م وشهد عهده كثير من التطورات خاصة القوانين المتعلقة بالشركات 1925م وقانون تسوية وتسجيل الاراضى لسنة 1925م وشهد تقرير لجنة ملنر الذي أسس لقيام المحاكم الأهلية ومحاكم الرؤساء في عهد من خلفه.

#### نيجل ديفيد سوف 1926- 1930
أول قاضي محكمة عليا في السودان. عين قاضى محكمة عليا بالسودان في 1907م وعمل حتى 1917م بالقضاء السوداني وبعدها تقلد منصب المحامى العمومي في السودان 15 /10/1917م.

#### باره بيل
عين السيد بيل قاضياً في السودان سنة 1909م وأصبح عام 1912م المفتش القضائي المقيم بالأبيض ثم ترقي بالعمل القضائي حتى المحكمة العليا عام 1926م وعين عام 1926م رئيساً للقضاء وظل في منصبه حتى تم تعينه سكرتيرا قضائياً في 15/10/1930م وحتى 15/12/1936م له خبرة في العمل في تسجيلات الأراضي شهدت فترته قيام وتأسيس المحاكم الأهلية في شمال السودان ومحاكم الرؤساء في جنوب السودان وتطور القوانين وخاصة قانون الغابات لسنة 1932م والذي لم يعدل إلا في سنة 1989م.

#### ب قورمان 1936 - 1941م
عمل قورمان محامياً عمومياً (1933-1936) وتم تعينه رئيساً للقضاء حتي 15/12/1936م.

#### توماس كريد (1941-1947م)
تولي منصب رئيس القضاء في السودان في الفترة من 1936 وحتي 1941م ثم أصبح سكرتيراً قضائياً 1947م.

#### شارلس سيسل جورج لمنجر. 1948 - 1953
هو آخر سكرتير قضائي في عهده تم استقلال القضائية عن مجلس الحاكم العام (عن السلطة التنفيذية) وتم توقيع اتفاقية الحكم الذاتي سنة 1939م وتدرج في الخدمة القضائية حتى قاضى محكمة عليا عام 1939م ثم تقلد بعدها منصب المحامى العمومي ثم رئيس القضاء ثم سكرتيراً قضائياً.

### إدارة القسم الشرعي (قاضى القضاة)الفترة (1900-1956م)
منصب قاضى القضاة في الفترة من (1900-1956م) انحصر هذا القسم في المسائل المتعلقة بالأحوال الشخصية للمسلمين فقط.
أول قاضي قضاة هو

#### الشيخ محمد شاكر احمد (1900-1904م)
من مواليد عام 1866م بصعيد مصر تولي منصب قاضي قضاة السودان في 11/3/1900م وكان مقره ديوان محكمة العموم في دار الخليفة عبد الله التعايشى بام درمان انتهت ولايته عام 1904م بعد أن وضع أولى لبنات القضاء الشرعي وأولها قانون المحاكم الشرعية لسنة 1902م واصدر عدة منشورات شرعية حول تنظيم العمل القضائي واصدر لائحة ترتيب المحاكم الشرعية ولائحة الرسوم.
ـ

#### الشيخ محمد هارون 1904-1908م
عمل مفتشاً بالمحاكم السودانية الشرعية حتي 1904م وفي عهده صدرت المنشورات الشرعية والمتعلقة بالنزاعات حول الأراضي في دنقلا سنة 1905م.

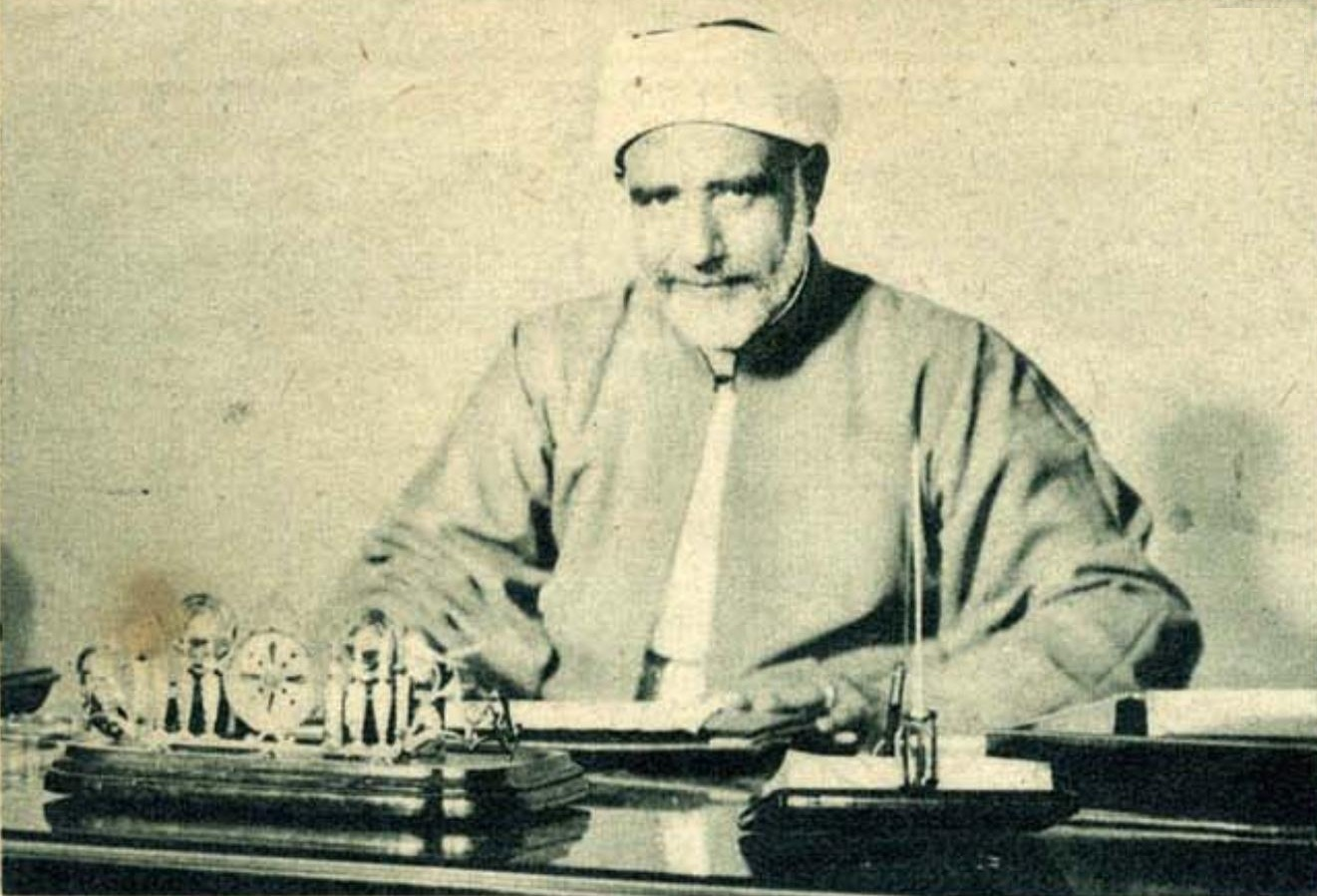
مصطفى المراغي

#### الشيخ محمد مصطفى المراغي 1908-1919م
عمل قاضياً بالسودان لمديرية دنقلا لمدة ثلاث سنوات واستقال وعاد لبلاده مصر.

#### الشيخ محمد أمين قراعة 1919-1932م
ندب عام 1914م مفتشاً بالمحاكم الشرعية بالسودان وفي عام 1919 عين قاضى قضاة السودان.

#### الشيخ محمد نعمان الجارم 1932-1940
عين قاضى مديرية في دنقلا 1912 وعين قاضى قضاة السودان في عام 1932 . تعاون مع الطلاب والمعاهد ونشط الفقه المالكى في المنشورات عمل قاضياً بالسودان لمد 28 عاماً.

#### الشيخ احمد الطاهر 1947-1951م
عين قاضياً عام 1909م وترقى الي مفتش المحاكم الشرعية عام 1941 م ثم مفتشا عام 1943م وعين قاضياً للقضاة عام 1947م كأول قاضى قضاة سوداني وبقي في منصبه حتى وفاته لرحمة مولاه عام 1951م

#### الشيخ حسن مدثر 1951-1958م
تولي منصب قاضى القضاة عام 1951م وبقي فيه حتي 1958م وتوفي لرحمة مولاه 1977م وهو آخر قاضى قضاة في الحكم الثنائي.

### القضاة الذين تولوا منصب قاضي القضاة في الفترة1956-1982 م

#### الشيخ محمد أبو القاسم أحمد هاشم (1958-1959م)
عمل بالقضاء في سنة 1923 وطاف كثيراً في بقاع السودان وكان مفتي الديار السودانية ثم قاضى قضاة في الفترة من 1958-1959م

#### الشيخ أبشر احمد حميدة (1959-1960م)
من مواليد عام 1900م تخرج من قسم القضاء الشرعي عام 1923م وعمل بالقضاء مترقياً بمختلف المحاكم الشرعية في السودان، تقلد منصب قاضى القضاة من عام 1959إلى 1960م توفي لرحمة مولاه عام 1983م.

#### الشيخ عثمان محجوب أسحق (1962-1960م)
من مواليد 1902م درس بقسم القضاء الشرعي وتخرج عام 1923م عمل بالقضاء في المحاكم الشرعية بمختلف مناطق السودان–تولي منصب قاضى قضاة عام 1963م ثم واصل مسيرته في العمل العام عضو في البرلمان ورئيساً لجبهة الميثاق الإسلامي 1965م توفي لرحمة مولاه عام 1975م.

#### الشيخ يحيى أبو القاسم أحمد هاشم 1963م
تولي منصب قاضى القضاة في الفترة من يناير 1963م وحتى سبتمبر 1963م. تخرج من قسم القضاء الشرعي بكلية غردون وعمل في الكثير من المحاكم الشرعية بالسودان وتدرج مترقيا الي أن تقلد منصب قاضي القضاة في يناير 1963م ثم عمل بالمحاماة وتوفي إلي رحمة مولاه عام 1966م.

#### الشيخ / إسماعيل سيد احمد المفتي (1963-1964)
تولى منصب قاضي القضاة في الفترة من 1963-1964 . من مواليد 1902 تخرج من قسم القضاء الشرعي بكلية غردون تدرج بالعمل القضائي وتولى منصب قاضي القضاة عام 1963م وتقاعد بالمعاش عام 1964م. توفي لرحمة مولاه عام 1981 م.

#### الشيخ / حسن اليمني عثمان (1964 ـ 1965) م
تولي منصب قاضي القضاة في الفترة من 1964 ـ 1965 م، من مواليد عام 1905 تخرج من قسم القضاء الشرعي بكلية غردون والتحق بالقضاء وتدرج بالمحاكم وعمل مفتشا للمحاكم الشرعية عام 1960 وتقلد منصب قاضي القضاة عام 1964 وتقاعد بالمعاش عام 1965.

#### الشيخ سراج الدين محمد الأمين 1965م
قاضي القضاة عام 1965م. من مواليد 1910 تخرج من قسم القضاء الشرعي بكلية غردون والتحق بالقضاء الشرعي وتولى منصب قاضى القضاة في فبراير 1965م.

#### الشيخ عبد الماجد على أبو قصيصة (1965-1969)م
تولى منصب قاضى القضاة في الفترة من 1965 وحتى 1969م، من مواليد عام 1910 وتخرج من قسم القضاء الشرعي بكلية غردون. التحق بالقضاء وتدرج حتى مفتشاً للمحاكم الشرعية عام 1964 وأحيل للتقاعد عام 1969 توفي الي رحمة مولاه عام 1993 م

#### الشيخ عمر احمد عبد الرحيم الخواض (1969 ـ 1972)
من مواليد عام 1915 تخرج من قسم القضاء الشرعي والتحق بالقضاء عام 1936 وتدرج حتى قاضي محكمة عليا عام 1964 ، عمل مفتشا للمحاكم الشرعية ثم قاضيا للقضاء عام 1969 الي 1972 حيث تم دمج قسمى القضائية والغي المنصب بموجب قانون السلطة القضائية لسنة 1972 توفي لرحمة مولاه عام 1978 م.

#### الشيخ شيخ محمد الجزولي (1976 ـ 1979)
من مواليد عام 1910 وتخرج من قسم القضاء الشرعي والتحق بالقضائية وتدرج الي قاضي المحكمة العليا الشرعية عام 1965 ومفتش المحاكم الشرعية عام 1968 ، وكان نائب رئيس المحكمة العليا (مهام وظيفة قاضي القضاة) بعد إلغاء وظيفة قاضي القضاة وأعيد منصب قاضي القضاة وأعيدت تسمية المنصب عام 1976 حتى عام 1979م، توفى لرحمة مولاه عام 1999 م

#### الشيخ سيد احمد العوض 1980-1983
من مواليد عام 1926 م، درس بالمعهد العلمي بامدرمان وتخرج من قسم الشريعة كلية غردون عام1953 والتحق بالقضائية عام1954 وتدرج حتى قاضي محكمة عليا عام 1972 . تقلد منصب قاضي القضاة عام 1980 وحتى 11/8/1983 تاريخ اندماج وتوحيد قسمي القضائية (المدني والشرعي) تحت مسمى الهيئة القضائية وهو ما عليه النظام القضائي الحالي.

### رؤساء قضاةالسودانفي الفترة من 1956-1983م
تولي رئاسة القضاء في تلك الفترة نفر من الكفاءات القانونية المؤهلة خبرة وتجارب في العمل القضائي ممن أرسو دعائمه الأولى في مرحلة السودنة وهم:

#### القاضي[محمد أحمد أبو رنات 1956م-1964م
تقلد أبو رنات منصب أول رئيس قضاء سوداني بعد الإنجليزي واستمر 1956م-1964م.واهتم أبو رنات بحقوق الإنسان وعمل في لجنة هيئة الأمم المتحدة لمحاربة الاستعمار ومثل الأمين العام لهيئة الأمم المتحدة في بعض البلدان الأفريقية واختير في عام 1973م ليكون رئيساً للجنة الاستئنافات بالخدمة المدنية.كان نشطاً ومثقفاً توفي إلى رحمة مولاه عام 1977م.

#### القاضي بابكر عوض الله 1965م-1967م
من مواليد عام 1926 م، درس بالمعهد العلمي بامدرمان وتخرج من قسم الشريعة كلية غردون عام 1953 والتحق بالقضائية عام 1954 وتدرج حتى قاضي محكمة عليا عام 1972. تقلد منصب قاضي القضاة عام 1980 وحتى 11/8/1983 تاريخ اندماج وتوحيد قسمي القضائية (المدني والشرعي) تحت مسمى الهيئة القضائية وهو ما عليه النظام القضائي الحالي.

#### القاضي الريح الأمين 1967 م-1969 م
من مواليد عام 1918م. التحق بمدرسة الحقوق كلية غردون 1940م. وتخرج 1943م. عمل بالقضاء وتولي منصب رئيس القضاء 17/5/1967م. واحيل للتقاعد بالمعاش 19 / 6 /1969م.

#### القاضي عثمان الطيب محمد علي 1969-1973م
من مواليد 1918م، عمل بالقضاء عاملاً قضائياً 1944م وتدرج في العمل القضائي الي أن وصل قاضي محكمة عليا 1960م. عمل نائباً عاماً للسودان في 1961-1964م. ثم عمل بالمحاماة مهتماً بقوانين وقضايا الأراضي وتسجيلاتها وتولي منصب رئاسة القضاء 19/6/1969م وتقاعد بالمعاش في 13/5/1972م.

#### القاضي خلف الله الرشيد محمد رئيس القضاء (1972-1983م)
من مواليد 1931 بالولاية الشمالية حاصل علي بكارليوس القانون كلية الخرطوم الجامعية 1955م ودبلوم القانون من جامعة الخرطوم وماجستير القوانين من كمبردج عام 1966م. عمل بالقضاء عام 1955م وكان من أوائل القضاة الذين تم تعينهم في فترة الاستقلال وتدرج مترقيا إلى محكمة الاستئناف عام 1967م ثم عمل بالمحاماة وتولي منصب المحامى العام بديوان النائب العام عام 1967م.بعد دمج وزارة العدل والقضائية وفقاً لقانون الهيئة القضائية لسنة 1972م ثم نقل رئيساً للمحكمة العليا–تقاعد بالمعاش 1983م.

#### القاضي صلاح الدين شبيكة 23/2/1983–8/9/1983م
من مواليد1931م نال دبلوم الحقوق عام 1955م وتخرج من جامعة كتون عام 1957م ونال الماجستير من جامعة لندن 1964م.وعين بالقضائية في وظيفة عامل قضائي بتاريخ 26/4/1955م وترقي حتى درجة قاضى المحكمة العليا عام 1976م وتولي رئاسة القضاء في 3/2/1983م.

### إدارة السلطة القضائية بعد اندماجها ((رؤساء القضاء)) 1983 ـ 2007 م

#### القاضي دفع الله الحاج يوسف (1983 ـ 1984)
من مواليد عام 1934. نال بكالوريوس القانون عام 1958 وعمل محامياً بالخرطوم من 1958 ـ 1964م ومديراً لعدد من المؤسسات كما عمل وزيرا للتربية والتعليم ورئيسا للمجلس الأعلى للشئون الدينية والأوقاف وعين رئيسا للقضاء بتاريخ19838/3/ ، وهو أول رئيس للهيئة القضائية بعد توحيدها بدمج القسم المدني مع الشرعي وفي عهده كانت بداية الانطلاقة لتطبيق القوانين المستمدة من الشريعة الإسلامية، وقد أصدر عدة منشورات جنائية تحمل فقها عظيماً وأعفى من منصبه بتاريخ 5 محرم 1405هـ الموافق 30/9/1984 .

#### القاضي فؤاد الأمين عبد الرحمن (1984 ـ 1985)
من مواليد 25/5/1936 ، نال شهادة البكالوريوس في القانون من جامعة الخرطوم والماجستير من جامعة كورنيل بالولايات المتحدة الأمريكية عام 1976 ، وتعين بالقضائية بتاريخ 8/7/1961 في وظيفة عامل قضائي وتدرج في القضاء حتى قاضي محكمة عليا بتاريخ 8/9/1983 ورئيسا للقضاء بتاريخ 30/9/1984 وأحيل للتقاعد بالمعاش بتاريخ 18 رجب 1405 هـ الموافق 9/4/1985

#### القاضي محمد ميرغني مبروك (1985 ـ 1989)
من مواليد 1928 تخرج من جامعة القاهرة فرع الخرطوم كلية الحقوق ونال الماجستير من جامعة القاهرة الأم، التحق بالهيئة القضائية في وظيفة عامل قضائي بتاريخ 15/1/1960 ، وتدرج حتى قاضى محكمة عليا عام 1979 م، وتولى منصب رئيس القضاء بتاريخ 18 رجب 1405هـ الموافق 9/4/1985 م، وأحيل للتقاعد بتاريخ 12/5/1989 وتوفى لرحمة مولاه بتاريخ 23/12/1992 م.

#### القاضي جلال على لطفي (1989 ـ 1994)
من جيل القضاة الأوائل الذين أسهموا بفعالية في نشر الثقافة القانونية عبر أحكامهم وبحوثهم المنشورة بمجلة الأحكام القضائية وتنقل في القضاء الي وزارة العدل ثم الي رئاسة القضاء ثم الي وزارة الخارجية ثم رئيساً للمحكمة الدستورية وله إسهامات فعالة في تطور النظام القضائي فهو أول رئيس قضاء في ظل حكومة الإنقاذ الوطني في 30/6/1989، طاف كثيرا من الأجهزة القضائية وتولى رئاسة القضاء في 1989 وحتى 1994م

#### القاضي عبيد حاج على (1994 ـ 1998)
تخرج من كلية القانون جامعة الخرطوم وحصل على الماجستير من جامعة المملكة بايرلندة الشمالية بالمملكة المتحدة التحق بالقضاء بتاريخ 2/7/1960 ، وعمل بالعديد من محاكم السودان، تقاعد بالمعاش اختياريا وعمل بالمحاماة ثم أعيد تعيينه بالهيئة القضائية رئيسا للقضاء بتاريخ 16/8/1994 وانتهت خدمته بتاريخ 15/12/1998م.

#### القاضي حافظ الشيخ الذاكي (1998 ـ 2001)
من مواليد 28/8/1937 تخرج من كلية الحقوق من مارس 1966 وماجستير القانون المقارن من جامعة تكساس بالولايات المتحدة الأمريكية 1976 وماجستير القوانين عام 1977، عمل بالمحاماة وفي عام 1972 تعين في وظيفة مستشار بديوان النائب العام ووصل الي وظيفة كبير المستشارين بتاريخ 19/12/1976 شارك في العديد من المؤتمرات والحلقات الدراسية ومتخصص في القوانين التجارية والعقود الدولية وعقود البترول وله العديد من البحوث تم تعيينه نائبا لرئيس القضاء ثم رئيسا للقضاء بتاريخ 15/12/1998م وأعفى منه بتاريخ 13/8/2001م.

#### القاضي جلال الدين محمد عثمان قرشي (2001-2013م)
تولى رئاسة القضاء عام 2001م بعد مسيرة عمل قضائي اكسبه خبرة قضائية بجانب خبراته الإدارية، عمل عضو باللجنة الاتحادية لتفتيش وتقييم القضاة ورئيسا للجهاز القضائي لولاية الخرطوم وعمل بمحاكم الإمارات العربية المتحدة (أبوظبي) وعمل عضوا مؤسسا في اتحاد المحاكم والمجالس الدستورية العربية وعضوا في لجنة هيئات التفتيش القضائي في الأقطار العربية التابعة لجامعة الدول العربية ورئيس لجنة مشروع القانون العربي للسلطة القضائية والتفتيش القضائي وعضو مجمع الفقه الإسلامي بالسودان، وكان أمينا عاماً لمجلس القضاء العالي ثم نائبا لرئيس القضاء في الفترة من (1989 ـ 2001)، حيث تقلد منصب رئيس القضاء وشهدت القضائية الكثير من التطورات في شتى المجالات القانونية والإدارية حيث تطورت إدارة التدريب وإتاحة الفرص لتدريب القضاة داخليا وخارجيا للتعرف على الأنظمة القانونية والقضائية في الدول الأوربية والعربية وأسست المحكمة التجارية وحقوق الملكية الفكرية والمكتبة الالكترونية وتزامنت فترة توليه القضاء مع اليوبيل الذهبي للسلطة القضائية حيث قامت الكثير من المنشات ومنها المحكمة العليا القومية وبموجب اتفاقية السلام (نيفاشا)، تولى رئاسة المفوضية القومية للخدمة القضائية وفقاً لنص المادة (129) من الدستور الانتقالي لعام 2005 م، وفي عهده أسست المحكمة الجنائية الخاصة بأحداث دارفور وفقاً للأمر (702) لعام 2005 م، احيل للتقاعد 2013.

#### القاضي محمد حمد أحمد أبوسن
رئيس القضاء من 13/1/2013م حتى 23/4/2014م.تاريخ الميلاد: 1/1/1946م

##### المؤهلات العلمية
بكالوريوس قانون جامعة الخرطوم أبريل 1970مماجستير من كلية الحقوق جامعة عين شمس مصر العربية مايو 1989م التدرج الوظيفي التحق بالسلطة القضائية في وظيفة عامل قانوني في 15/3/1972م وتدرج بوظائف السلك القضائي إلى أن وصل نائب رئيس القضاء في 27/1/2000 م. 

##### الخبرات العملية
عمل بمختلف المحاكم بكل من القضارف-كسلا-حلفا الجديد-مدني ثم الخرطوم، وشغل منصب رئيس الجهاز القضائي لولاية أعالي النيل من 1990م حتى 1993م ثم رئيساً للجهاز القضائي لولاية القضارف من 1995م حتى 2000م ثم نائباً لرئيس القضاء منذ 27/1/2000م.
1. رئيس اللجنة الاتحادية للتفتيش القضائي منذ عام 2000م وحتى الآن.
2. رئيساً للدائرة الجنائية بالمحكمة القومية العليا.
3. عضو المفوضية القومية للخدمة القضائية.
4. رئيس مجلس معاشات القضاة منذ عام 2001 وحتى الآن.
5. رئيس اللجنة المالية لإعداد ميزانية السلطة القضائية والمفوضية القومية للخدمة القضائية.
6. رئيس المجلس الاستشاري لإدارة دار القضاة.
المشاركات العلمية:
شارك في المؤتمرات الخارجية الآتية ممثلاً للسلطة القضائية:
1. المؤتمر السنوي للتفتيش القضائي الذي تنظمه اللجنة القانونية التابعة لمجلس وزراء العدل العرب
2. شارك في لجنة إعداد برتوكول المحكمة الجنائية الأفريقية التي انعقدت بكل من أديس أبابا وموريشص.
3. شارك في حلقات دراسية عن الملكية الفكرية بكل من صنعاء ولندن والقاهرة.
4. شارك في ورشة عمل أقامها معهد ماكس بلانك بألمانيا.
شارك في التدريس الجامعي ببعض الجامعات
تقاعد للمعاش يوم 23/4/س 2014م

## رئيس القضاء الحالي
الاسم: أ.د.حيدر أحمد دفع الله، التحق بالسلطة القضائية في نوفمبر 1977م، وتولّى رئاسة القضاء السوداني عام 2014، وهو بالإضافة إلى ذلك أكاديمي وله العديد من المؤلفات والمنشورات القانونية
توفي في 23/2018 أثر علة لم تمهله طويلا و خلفه نائبه  قاضي المحكمة العليا مولانا /عد المجيد إدريس 